# União Zoófila
A União Zoófila é uma associação sem fins lucrativos dedicada à protecção de animais de companhia, localizada em São Domingos de Benfica, em Lisboa.
Foi fundada em 17 de Novembro de 1951 com o objetivo de dar abrigo a cães e gatos abandonados e promover a sua adoção. Em média cuida de cerca de 500 cães e quase 200 gatos abandonados e maltratados. 
É uma das associações mais conhecidas em Portugal, recorrendo a várias figuras públicas nas suas campanhas de sensibilização para a adopção, como Manuel Luís Goucha.
Uma vez que não recebe subsídios do Estado, a associação tem como fontes as quotas dos associados, os donativos e as campanhas de recolha de alimentos.
Em 2019 recebeu o Estatuto de Utilidade Pública, pela Ministra da Presidência e da Modernização Administrativa.